# Strela Kazan
Dernière mise à jour : 10 mars 2021.
Strela Kazan, anciennement connu sous le nom d'AgroUniversity Kazan ou Strela-Agro Kazan est un club russe de rugby à XV basé dans la ville de Kazan. Il participe à la Professional Rugby League, le championnat de première division russe pour la saison 2020-2021.

## Historique

### Origines du rugby à Kazan
Le rugby prend son envol à Kazan en 1967. Des sections sont créées au sein des universités, comme l'Université fédérale de Kazan. Les clubs universitaires prennent ainsi part au championnat soviétique. Après la chute de l'URSS, le rugby à Kazan prend la direction du rugby à XIII. La ville s'installe comme une des places fortes du XIII en Russie, remportant cinq titres entre 1995 et 1999. Mais une décennie plus tard, le club de rugby à XIII est au bord de la faillite.

### Historique de l'équipe actuelle
En 2010, l'équipe universitaire de Kazan bat l'équipe de l'Université d'Oxford sur le score de 32 à 20. Décisions est alors pris en 2011 en revenir au rugby à XV. Un nouveau club est créé, appelé Strela-Agro Kazan. Le club est engagé en deuxième division nationale pour sa première année, et remporte d'emblée le titre. Pour sa première saison dans l'élite, le club termine à la 5e place, ainsi qu'à la 4e place dans le championnat de Russie de rugby à sept. L'année suivante, à XV, le club termine 4e du championnat et se qualifie pour les demi-finales (perdues face au VVA Podmoskovye). Mais, par faute de moyens, le club doit se retirer de l'élite du rugby russe.
En 2019, décision est prise de relancer le club, sous l'impulsion d'Alexeï Pessoïchin (ru), premier ministre du Tatarstan. Ce dernier a joué au rugby dans les années 80 à l'Université, puis à XIII dans les années 90, participant aux multiples succès du club. Avec lui, arrive le Groupe TAIF, grande compagnie gazière tatare. Pour relancer l'équipe, il est fait appel à JP Nel (en), entraîneur sud-africain qui travaillait auprès de l'équipe de Namibie. Le club fait principalement appel à des joueurs locaux, encadrés de quelques joueurs expérimentés.  Le club est basé au Stade Tulpar, adapté pour l'occasion aux normes internationales du rugby à XV.
Le club termine 3e de la deuxième division nationale, remportée par le RC CSKA Moscou. Les deux clubs obtiennent la promotion en première division, qui est étendue pour l'occasion à dix clubs.
Dans un contexte particulier, lié à la pandémie de Covid-19, le club ne rate pas son retour dans l'élite, terminant à la 6e place de la saison régulière. Le recrutement de l'ailier Khetag Dzobelov a bien aidé le club, 
ce dernier scorant pas moins de 6 essais en saison régulière, et devenant par la même occasion international russe.

## Palmarès
- Champion de Russie de 2e division : 2011
- Coupe de Russie : Vainqueur en 2023
- Supercoupe de Russie : Vainqueur en 2024

## Effectif 2020
| Nom                      | Poste            | Naissance         | Nationalité sportive | Sélections (points marqués) | Ancien club            |
| ------------------------ | ---------------- | ----------------- | -------------------- | --------------------------- | ---------------------- |
| Alexander Bezverkhov     | Pilier           | 27 mars 1987      | Russie               | 3 (0)                       | RC Kuban Krasnodar     |
| Vitaly Vazhev            | Pilier           | 15 novembre 1990  | Russie               | -                           | Energya Kazan          |
| Dimitry Goryachev        | Pilier           | 22 avril 1992     | Russie               | -                           | Bulava Taganrog        |
| Gunther Janse Van Vuuren | Pilier           | 24 août 1995      | Afrique du Sud       | -                           | Cheetahs               |
| Magomed Davudov          | Pilier           | 22 janvier 1991   | Russie               | 7 (0)                       | RC Kuban Krasnodar     |
| Georgi Velivanov         | Talonneur        | 25 mai 1989       | Russie               | -                           | Bulava Taganrog        |
| Gihard Visagie           | Talonneur        | 28 février 1996   | Afrique du Sud       | -                           | Valke                  |
| Shamil Davudov           | Talonneur        | 25 avril 1995     | Russie               | -                           | RC Kuban Krasnodar     |
| Stephen Greef            | Deuxième ligne   | 24 décembre 1989  | Afrique du Sud       | -                           | Southern Kings         |
| Ivan Kravtsov            | Deuxième ligne   | 3 avril 1995      | Russie               | -                           | VVA Podmoskovye        |
| Nikita Sayutin           | Deuxième ligne   | 13 janvier 1992   | Russie               | -                           | Lokomotive Penza       |
| Ivan Sysoev              | Deuxième ligne   | 30 juin 1988      | Russie               | -                           | RC Kuban Krasnodar     |
| Sergey Belenkov          | Troisième ligne  | 4 septembre 1992  | Russie               | -                           | Metallurg Novokuznetsk |
| Roman Khodin             | Troisième ligne  | 6 septembre 1993  | Russie               | 6 (0)                       | RC Kuban Krasnodar     |
| Giorgi Kholuashvili      | Troisième ligne  | 30 décembre 1991  | Géorgie              | -                           | Krasny Yar             |
| Stephan De Witt          | Troisième ligne  | 1er janvier 1992  | Afrique du Sud       | -                           | Southern Kings         |
| Arsen Petrushinin        | Troisième ligne  | 3 septembre 2001  | Russie               | -                           | Formé au club          |
| Stephan Malan            | Troisième ligne  | 24 septembre 1994 | Afrique du Sud       | -                           | Cheetahs               |
| Marat Khabibullin        | Troisième ligne  | 5 juin 1986       | Russie               | -                           | Formé au club          |
| Danila Chegodaev         | Troisième ligne  | 9 janvier 1992    | Russie               | 8 (5)                       | VVA Podmoskovye        |
| Denis Barabantsev        | Demi de mêlée    | 26 avril 1993     | Russie               | -                           | Krasny Yar             |
| Timur Ismailov           | Demi de mêlée    | 21 octobre 1995   | Russie               | -                           | Slava Moscou           |
| Nikita Popkov            | Demi de mêlée    | 29 avril 1994     | Russie               | -                           | Bulava Taganrog        |
| Alexey Golov             | Demi d'ouverture | 24 janvier 1992   | Russie               | -                           | RC Kuban Krasnodar     |
| Denis Kukishev           | Demi d'ouverture | 20 février 1991   | Russie               | 2 (0)                       | VVA Podmoskovye        |
| Jacobus Marais           | Demi d'ouverture | 5 juillet 1994    | Afrique du Sud       | -                           | Steval Pumas           |
| Nikita Shipulin          | Demi d'ouverture | 25 septembre 2000 | Russie               | -                           | Formé au club          |
| Dimitry Denisov          | 3/4 centre       | 1er février 2001  | Russie               | -                           | Formé au club          |
| Johan Tromp              | 3/4 centre       | 23 décembre 1990  | Namibie              | 43 (95)                     | Southern Kings         |
| Timur Urazakov           | 3/4 centre       | 20 novembre 1993  | Russie               | -                           | Narva Zastava          |
| Sergey Evseev            | 3/4 centre       | 13 avril 1987     | Russie               | -                           | Slava Moscou           |
| Nikita Krasikov          | 3/4 centre       | 3 novembre 1993   | Russie               | -                           | Imperia Penza          |
| Khetag Dzobelov          | 3/4 aile         | 7 mai 1998        | Russie               | 1 (0)                       | RC Kuban Krasnodar     |
| Bulat Shamsutdinov       | 3/4 aile         | 27 janvier 2001   | Russie               | -                           | Formé au club          |
| Ramil Yusupov            | 3/4 aile         | 29 juin 1986      | Russie               | -                           | VVA Podmoskovye        |
| Damir Bayburin           | 3/4 aile         | 26 août 1995      | Russie               | -                           | Formé au club          |
| Aidar Gafarov            | 3/4 aile         | 26 avril 1996     | Russie               | -                           | Energya Kazan          |
| Alexander Tikhonov       | 3/4 aile         | 4 juillet 1994    | Russie               | -                           | Energya Kazan          |
| Donovan Du Randt         | Arrière          | 14 janvier 1997   | Afrique du Sud       | -                           | Springbok Sevens       |
| Artyom Karamyshev        | Arrière          | 31 mai 1995       | Russie               | -                           | Energya Kazan          |